# Cerca i seguiment per infrarojos

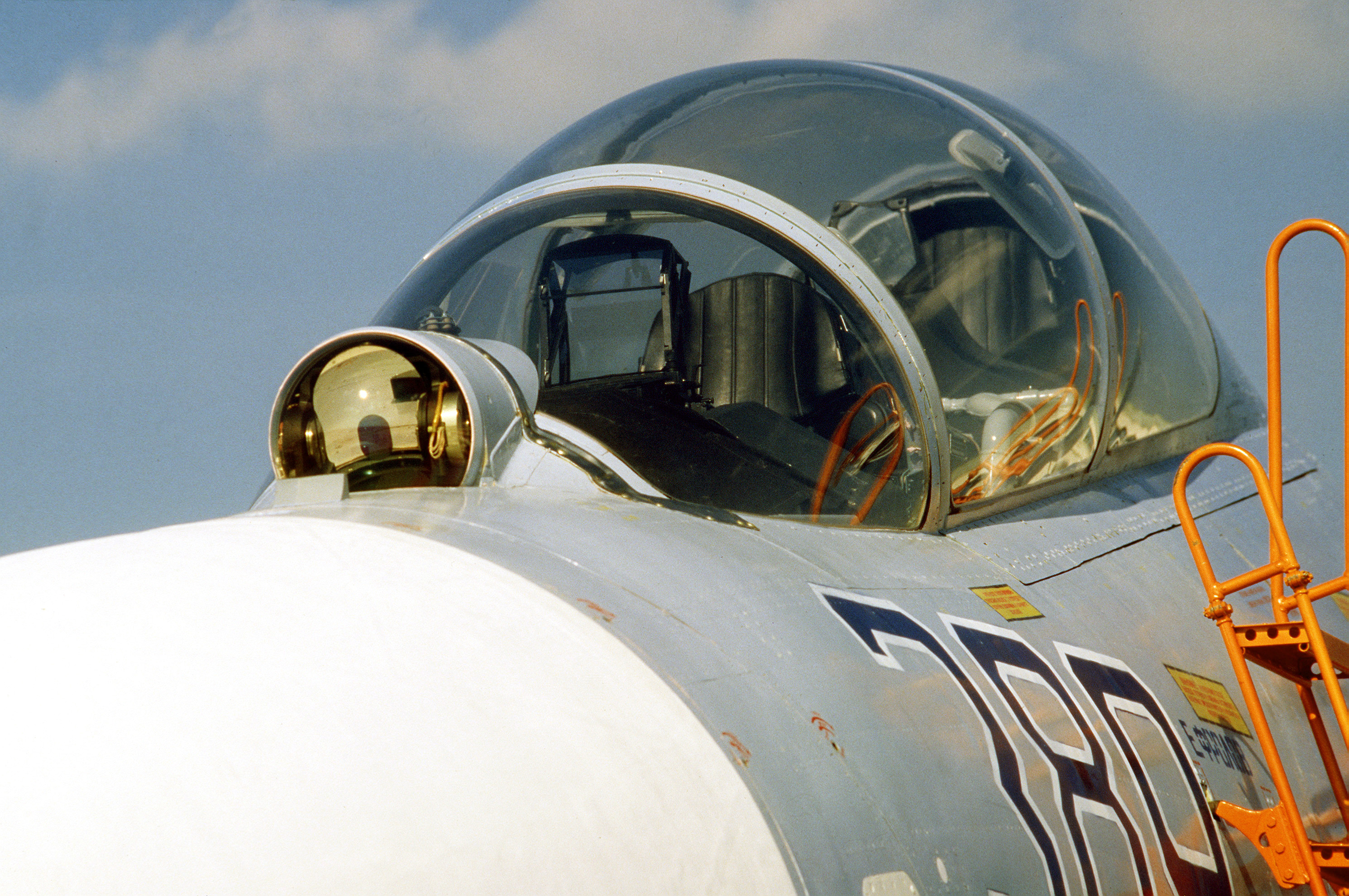
Sensor IRST d'un caça Su-27.

Un sistema de  cerca i seguiment per infrarojos , també conegut per les seves sigles en anglès  IRST  (infra-red search and track) és un mètode per detectar i rastrejar objectes que emeten radiació infraroja com avions i helicòpters. Un IRST en general és algun dels tipus d'infraroig d'escombrat frontal (FLIR). Són sistemes passius, el que significa que no emeten cap mena de radiació per si mateixos, a diferència d'un radar. Això els dona l'avantatge sobre el radar que són més difícils de detectar.
No obstant això, tenen un abast limitat en comparació amb els radars perquè l'atmosfera atenua la radiació infraroja fins a cert punt (encara que no tant com en la llum visible) i perquè la meteorologia adversa també la pot atenuar (també, no tant com en els sistemes visibles). La resolució angular a curtes distàncies és millor que la d'un radar a causa de la menor longitud d'ona.